# Abderrahmen Mami
Abderrahmen Mami (arabe : عبد الرحمن مامي), né le 15 septembre 1904 à La Marsa et décédé le 14 juillet 1954, est un militant nationaliste tunisien et médecin personnel de Lamine Bey. Il meurt assassiné par l'organisation armée de la Main rouge, proche du mouvement Présence française.
Un hôpital de l'Ariana inauguré le 25 février 1960 par le président Habib Bourguiba accompagné de son épouse Moufida, des membres du gouvernement dont le ministre de la Santé publique Ahmed Ben Salah, des représentants du corps diplomatique, de professeurs tunisiens et français et du secrétaire général de l'Union internationale contre la tuberculose, porte son nom : l'hôpital Abderrahmen-Mami de pneumo-phtisiologie.

## Jeunesse
Ancien externe des Hôpitaux de Paris, il est admis comme interne à l'hôpital Sadiki de Tunis pendant trois ans, avant de passer deux ans à la Ligue antituberculeuse. Très jeune, il fait partie de la délégation de nationalistes qui se rend auprès de Naceur Bey en 1920 pour solliciter sa souscription à l'engagement patriotique du Destour. Sa détermination l'amène à prendre également part aux différentes manifestations organisées par le mouvement nationaliste, particulièrement celle du 9 avril 1938, où des heurts sanglants font plusieurs morts et des blessés à qui Mami prodigue, sur le terrain, les premiers soins, sauvant ainsi plusieurs vies.
Il devient médecin de la famille de Lamine Bey, bien avant l'avènement de ce dernier sur le trône, puis se fait connaître comme le « médecin des pauvres » qu'il soigne gratuitement, le médecin de Bab Souika où se trouve son cabinet et le docteur de La Marsa.
Son nationalisme, les liens particuliers qu'il a établis avec les dirigeants des différents partis ainsi que les relations qu'il entretient avec la plupart des militants font de lui l'interlocuteur privilégié de la mouvance nationaliste auprès du bey,,.

## Découverte d'un complot
Par le décret du 5 mai 1952, Mami est nommé comme premier médecin du bey avant d'être décoré le 5 juin du grand cordon du Nichan Iftikhar. Confronté à la situation délicate du pays, il est à l'origine de la découverte d'un complot relatif à une tentative d'empoisonnement du souverain ; il dépose personnellement plainte, au nom du bey, au poste de police de La Goulette,.
Cette affaire provoque une forte émotion à Tunis et à Paris, la presse tunisienne et française lui assurant une large couverture alors que l'Assemblée nationale qui débat de la politique française en Tunisie, notamment du plan Mitterrand, interpelle Robert Schuman pour faire toute la lumière sur cette affaire,.
S'agissant de ses relations avec le bey, Mami est considéré comme très proche du souverain qu'il rencontre presque quotidiennement et à qui il voue du respect, de la sympathie voire de l'amitié. Dans cette situation, il peut agir auprès de lui dans le sens des souhaits du mouvement national tunisien. Doté d'un patriotisme profond et d'un sens du nationalisme, il use de toute son influence pour inciter Lamine Bey à prendre les décisions recommandées par les nationalistes et à ne pas céder aux nombreuses pressions des autorités coloniales. Ceci lui vaut beaucoup de méfiance de la part de certains membres de l'entourage du bey, qui craigne sa déposition, et une hostilité de la résidence générale.
Les contradictions du contexte politique et les difficultés rencontrées parfois pour amener le bey à rallier son point de vue — notamment une démarche auprès du bey pour qu'il se rende personnellement à la prison civile de Tunis pour faire libérer des nationalistes arrêtés la veille à la suite d'une manifestation anti-française — provoquent des tensions dans les relations entre les deux hommes, entraînant parfois un refus de Mami de se rendre au palais pendant plusieurs jours, malgré les démarches insistantes de réconciliation effectuées par des membres de l'entourage du bey.
Toutefois, la confiance profonde placée par ce dernier en son médecin personnel l'amène à lui proposer, à la chute du gouvernement de Slaheddine Baccouche, le poste de ministre de la santé publique. Il décline cette proposition en déclarant qu'il n'accepterait aucune fonction gouvernementale avant l'indépendance du pays.

## Membre de l'assemblée des Quarante
Le résident général Jean de Hauteclocque présente à Lamine Bey un projet de réformes le 28 juillet 1952, en exigeant l'apposition immédiate de son sceau. Sur le conseil de ses proches dont Mami, le bey décide de soumettre le projet à l'examen de quarante personnalités représentatives de leurs milieux ; cette assemblée rédige un mémorandum approuvé par l'ensemble des membres et soumis au bey lors d'une séance plénière qu'il préside le 7 septembre. Le souverain adresse alors une lettre au président de la République française le 9 septembre pour l'informer du rejet de la cosouveraineté et de la gestion directe des affaires indigènes, car celles-ci sont contraires au principe du protectorat et constituent une atteinte à la souveraineté tunisienne,. En tant que membre de l'assemblée des Quarante, Mami fait prévaloir auprès du souverain la décision alors que nombre de ses réunions se tiennent dans sa résidence d'été à Khereddine.
Il est également soupçonné par les services français d'être à l'origine du complot organisé pour l'élimination physique du secrétaire général du gouvernement. Dans ce contexte, et au moment où la Tunisie traverse une crise grave, l'organisation terroriste de la Main rouge adresse à plusieurs reprises à Mami des menaces de mort écrites et téléphoniques. De plus, cette organisation n'hésite pas à procéder à des tentatives d'intimidation, notamment en le braquant dans sa voiture sur la route de La Marsa.

## Assassinat
Ayant décidé de se rendre en France, le 14 juillet 1954, pour établir des contacts sous couvert de tourisme, la Main rouge choisit de passer à l'action. Le 13 juillet au soir, devant son domicile, des hommes tirent plusieurs rafales de mitraillette sur la voiture de son cousin, une Peugeot 203 dans laquelle il se trouve en compagnie de trois ouvriers venus pour le règlement de leur solde. Blessé à la nuque et au cou, il meurt le lendemain dans la matinée à l'hôpital, malgré les soins prodigués par le docteur Demirleau.
Ses obsèques se déroulent dans l'après-midi du 15 juillet, en présence d'une assistance considérable évaluée à plus de 10 000 personnes ; la dépouille est portée par ses confrères médecins et pharmaciens alors que la foule entonne l'hymne nationaliste,,,,.
Selon la presse tunisienne et étrangère, entre le 14 et le 17 juillet, l'assassinat de Mami provoque une émotion considérable dans toutes les couches de la population. Le résident général Pierre Voizard se rend le jour même au domicile de la famille Mami, à qui il exprime les regrets de la France et l'émotion des Français devant cet assassinat ; il est auparavant reçu par Lamine Bey qui lui manifeste son indignation devant cet acte et sa surprise quant à l'impunité dont semblaient bénéficier les auteurs. Pour leur part, les Français de Tunisie adressent une lettre au président du Conseil pour lui demander de « substituer aux atouts de la force les arguments du bon sens », alors que le journal Tunisie France publie un article sous le titre « Le Dr. Mami a été abattu, il faut frapper à la tête ».
Le dirigeant nationaliste Habib Bourguiba adresse pour sa part une lettre de condoléances à la famille du disparu dans laquelle il souligne que cet assassinat « reflétait le désarroi des autorités françaises coloniales », que Mami était tombé sur le champ d'honneur en martyr et qu'il fallait « tenir bon et s'unir pour poursuivre la lutte ». Pour sa part, le fellaga Sassi Lassoued fait parvenir deux lettres dans lesquelles il annonce des représailles à la suite de l'assassinat de Mami, notamment contre le docteur Bierent à Sousse et le lieutenant-colonel La Paillonne à Tunis ; il promet également d'autres actions. À la même période, La Voix de l'étudiant zitounien publie et diffuse un document rendant hommage aux martyrs de la lutte nationaliste et contenant les photos de cinq militants assassinés par la Main rouge, dont Mami, et entourant Moncef Bey, le souverain mort en exil,.
L'un des assassins présumés, tué par balles lors du mitraillage de la cellule destourienne de Ben Arous, est enterré sur la base d'un faux certificat médical du docteur Chapelon. Exhumé le 20 mai 1956, son autopsie ouvre la voie à l'arrestation de plusieurs complices français. L'enquête révèle que le docteur Puigalli, maire-adjoint de La Marsa, avait constitué dans sa ville une cellule de la Main rouge et hébergé les commissaires de police Pierangeli et Serge Gillet, recherchés par la police tunisienne pour appartenance à une organisation criminelle.

## Impact
Pour le nationaliste Chadly Khalladi, « le crime du Dr. Mami, présumé par l'état-major terroriste, serait d'avoir donné de mauvais conseils au bey qui l'auraient porté à ne pas sceller des textes frauduleusement explicités le matin ». Charles-André Julien soulignait quant à lui que les nationalistes perdirent, à la suite de cet attentat, une « personnalité sympathique à leur cause ». Le professeur El Mokhtar Bey affirme pour sa part que la Main rouge n'hésita pas à l'abattre pour intimider le souverain alors gagné à la cause nationaliste. 
L'assassinat de Mami semble avoir déclenché un enchaînement de violence — au vu de la multiplication des attentats commis pendant cette période, — qui aurait conduit le gouvernement français à réexaminer le problème de l'autorité en Tunisie qui paraît alors se poser avec plus d'acuité. Ainsi, le président du Conseil Pierre Mendès France décide d'accorder, le 15 juillet, un entretien à Christian Fouchet, ministre des affaires tunisiennes et marocaines, pour l'écouter sur la question des attentats et le problème de l'autorité française. Cet entretien reflète l'urgence et l'importance conférées à cette question par Mendès France, ce qui amène ce dernier à définir sa ligne politique le 21 juillet 1954 devant l'Assemblée nationale, avant de se rendre en Tunisie à la fin juillet.
Après l'indépendance, dans le contexte d'un supposé complot yousséfiste, Mohamed Sayah rappellera que Bourguiba se rendit aux mausolées de Moncef Bey et Farhat Hached ainsi que sur la tombe de Mami,.
À l’occasion du 57e anniversaire de l’indépendance, le président Moncef Marzouki le décore à titre posthume des insignes de grand officier de l'Ordre de l'Indépendance.